# Château de Mimeure
Le château de Mineure est une ancienne forteresse du XIVe siècle  située à Mimeure  (Côte-d'Or) en Bourgogne-Franche-Comté .

## Localisation
Le château est situé au nord du village, près de l'église, à flanc de coteau.

## Historique
En 1088, Hilduin, seigneur de Mimeure, est frère de Girard, seigneur d'Arnay. En 1451, la forteresse est à Geoffroi de Thoisy, chevalier de l'ordre de la Toison d'or et chambellan du duc de Bourgogne Philippe le Bon. En 1478, Hugues de Thoisy ayant pris le parti de Marie de Bourgogne, le château est démoli sur ordre de Louis XI. Il est rebâti avec cinq tours, fossés et pont-levis. En 1572, procès entre Michelle Coutault, veuve de Jean Begat, président au Parlement de Bourgogne, et Claudine de Moroge pour le château de Mimeure, alors gardé par un capitaine comme une place défensive importante[réf. souhaitée].
En 1794, l'entrée principale du château est une grosse tour carrée démilitarisée. Dans la cour on note un bâtiment de maître et des tours carrées aux angles ouest, nord et est. Le reste de la cour est clos de remparts percé de canardières. En 1869, Adolphe Joanne mentionne : ancien château avec cinq tours, fossés et pont-levis[réf. souhaitée].

## Architecture
Le château de Mimeure est constitué de plusieurs bâtiments autour d'une cour polygonale ouverte à l'est. Le logis moderne, au sud, est formé de trois corps de bâtiments à un rez-de-chaussée et un demi-étage. Le corps central est flanqué au sud d'une tour carrée sous toit à deux versants qui garde au-dessus de l'étage trois consoles de bretèche.
À l'est, à droite de l'entrée, se dresse un bâtiment ancien percé d'une archère et de quatre baies à linteau de béton. L'ensemble est entouré d'un profond fossé encore en eau à l'ouest. Au sud, le fossé a laissé place à une large terrasse rectangulaire à mur de soutènement[réf. souhaitée].

## Valorisation du patrimoine
Le château est lauréat du prix régional du Patrimoine 2011.